# 太行街道 (山阳区)
太行街道是中国河南省焦作市山阳区下辖的一个街道。

## 行政区划
太行街道下辖：宏兴社区、华盛社区、阳光社区、辉源社区。